# Général du Lupin
Général du Lupin, född 11 april 1994, död 17 september 2023 var en fransk travare. Han räknas som en av Frankrikes bästa travhästar. Général du Lupin var valack och fick därför inte fick delta i många grupp 1-lopp i Frankrike. Han sprang trots detta in över 2,2 miljoner euro. I Frankrike vann han elva Grupp 2-lopp.

## Bakgrund
Général du Lupin var en fuxvalack efter Lutin d'Isigny och under Uvanita (efter Hajacques de Chenu). Han föddes upp av sin ägare, Guy Marmion i Frankrike. Under tävlingskarriären tränades han större tiden av Jean Paul Marmion och kördes då oftast av Jean-Michel Bazire.

## Karriär
Général du Lupin tävlade mellan 1997 och 2006 och sprang in 2 278 034 euro på 153 starter, varav 58 segrar, 20 andraplatser och 13 tredjeplatser.
Général du Lupin avled den 17 september 2023 på grund av ålderskrämpor.